# エレーナ・ハリアヴィナ
エレーナ・ハリアヴィナ（Elena Khaliavina、1983年12月8日 - ）は、ロシア・キーロフ州キーロフ出身の女性フィギュアスケートアイスダンス選手。2001年JGPファイナル優勝。パートナーはマキシム・シャバリン。

## 経歴
キーロフ州キーロフに生まれ、5歳のころにスケートを始めた。1999年にマキシム・シャバリンとカップルを結成し、1999-2000年シーズンのISUジュニアグランプリに出場。JGPスケートスロベニアでは優勝を飾った。2000-2001年シーズンにはJGPピルエッテン、JGPチェコスケートで連続優勝し、初出場のJGPファイナルでは2位。2度目の出場となった世界ジュニア選手権では3位となり頭角を現し始めた。
翌2001-2002年シーズンには、JGPバルト杯、JGPトラパネーゼ杯で連続優勝し、2度目の進出となったJGPファイナルでは初優勝を飾った。ロシア国内で開催されたロシア選手権のジュニアクラスでも優勝し、3度目の出場となった世界ジュニア選手権では2位となり将来を嘱望されたが、このシーズン限りでフィギュアスケートから引退、バレエの道へ進んだ。

## 主な戦績
| 大会/年               | 1999-00 | 2000-01 | 2001-02 |
| --------------------- | ------- | ------- | ------- |
| ロシア選手権          | 3 J     | 2 J     | 1 J     |
| 世界Jr.選手権         | 10      | 3       | 2       |
| JGPファイナル         |         | 2       | 1       |
| JGPトラパネーゼ杯     |         |         | 1       |
| JGPバルト杯           |         |         | 1       |
| JGPチェコスケート     |         | 1       |         |
| JGPピルエッテン       | 3       | 1       |         |
| JGPスケートスロベニア | 1       |         |         |

- J = ジュニアクラス